# Église Saint-Pierre-le-Métropolite de Pereslavl-Zalesski
L'église Saint-Pierre-le-Métropolite de Pereslavl-Zalesski (en russe : Церковь Петра Митрополита (Переславль)) est une église orthodoxe au clocher pyramidal située rue Sadovaïa dans le centre de la ville sur le tracé de l'Anneau d'or, Pereslavl-Zalesski en Russie. C'est un exemple de l'architecture du XVIe siècle aux formes pyramidales.  

## Les églises de forme pyramidale
À l'époque d'Ivan le Terrible, dans les années 1550-1560, l'influence de l'architecture pyramidale se fait sentir. Pourtant en province, dans l'ensemble, les constructions restent simples, sommaires. Il existe par exemple des églises basses, aveugles dont la pyramide sert simplement de couverture, comme celle de l'église du monastère Broussenski à Kolomna. L'intérieur de cette dernière est plongé dans une obscurité totale. Les formes extérieures n'ont là qu'une vocation décorative.

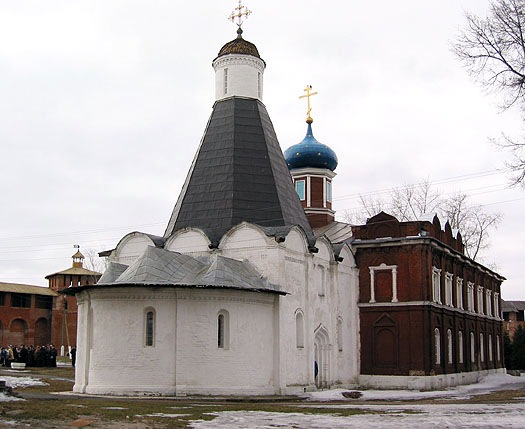
Église du monastère Broussenski à Kolomna

C'est selon l'historienne Véra Traimond l'église de l'Ascension de Kolomenskoïe qui sert de modèle à celle de Saint-Pierre-le-Métropolite à Perselav-Zalesski.

## Architecture de Saint-Pierre-le-Métropolite
L'église est construite en briques. Chacun des deux étages inférieurs a la forme d'une croix inscrite. Au premier étage, les façades sont séparées en trois parties par des colonnes plates et reliées par-dessus par des arcs. Chacune de ces façades est percée d'une seule fenêtre. Au sommet le clocher, supporté par les voûtes, sans piliers internes , prend une forme octogonale. De petits arcs se succèdent sur les côtés de l'octogone au pied du clocher. Au-dessus de celui-ci un lanterneau de forme octogonale surmonte le tout. Ses fenêtres forment de simples fentes. Sa petite toiture de tuiles prend la forme d'un oignon coupé.
Au XVIIIe siècle, une église chauffée a été aménagée au rez-de-chaussée, qui est dédiée à l'archange Michel. On y accède par des porches aux arcs en plein cintre. Une galerie ouverte sépare le rez-de-chaussée de la chapelle installée au second étage et qui n'est pas chauffée. Elle est dédiée à Pierre de Moscou.
Jusqu'en 1821 il existait un clocher en bois à côté de l'église. Un clocher en pierre d'un tout autre style a alors pris sa place du côté sud.

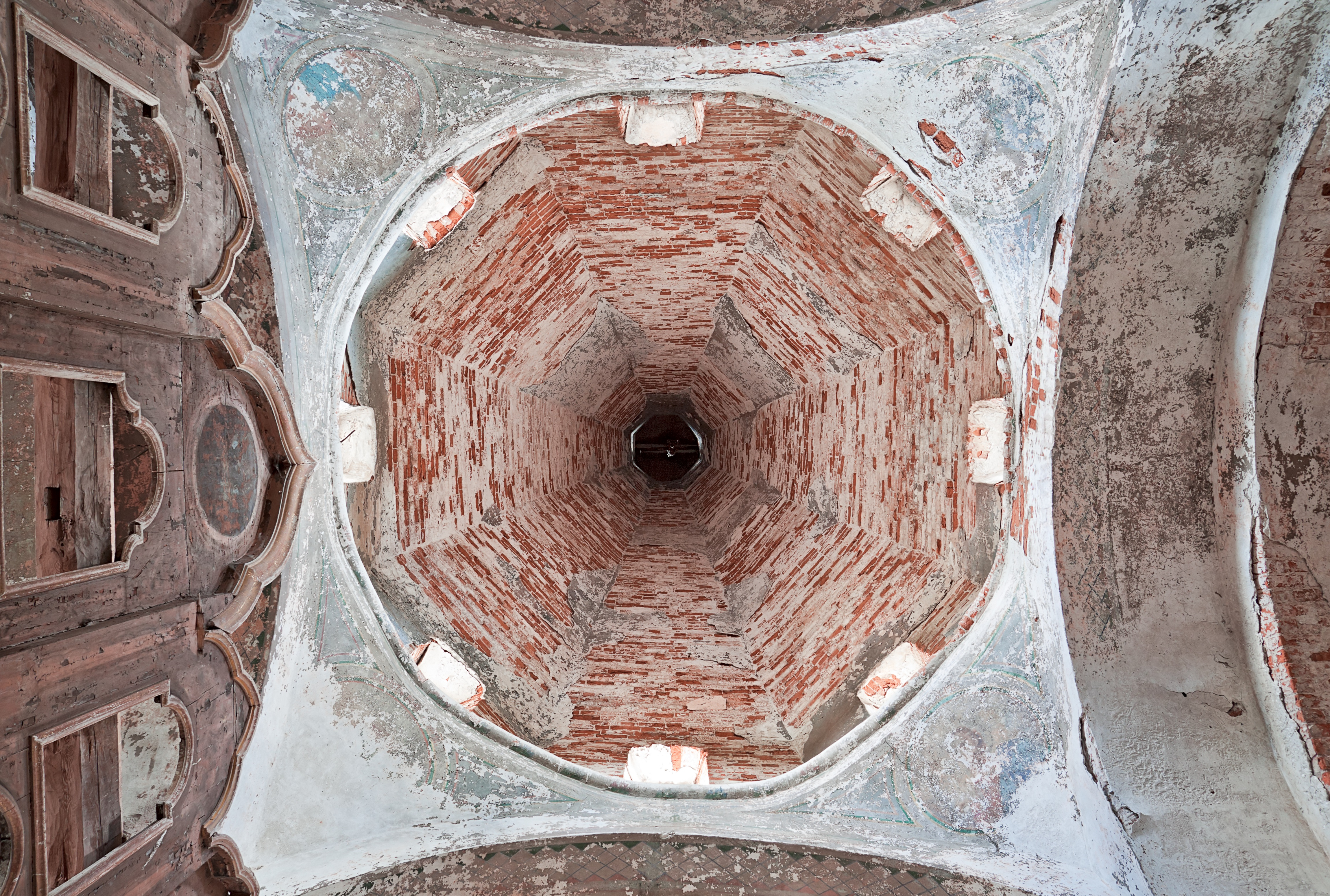
Vue intérieure du clocher pyramidal de l'église Saint-Pierre-le-Métropolite

## Histoire
L'église était connue depuis 1420 comme édifice en bois
C'est le 27 septembre 1584 ou 1585 que l'église est consacrée.
Elle est construite sur l'ancienne cour du souverain et certains historiens en déduisent que c'est une personnalité liée au grand-prince de Moscou qui en est le fondateur au XVIe siècle.
Le rez-de-chaussée, avec ses murs épais et ses voûtes, peut avoir servi de prison pour des citoyens tombés en disgrâce auprès du grand-prince. Par la suite c'est le trésor public qui l'a utilisé comme coffre-fort de la chancellerie provinciale.
L'église a été restaurée dans les années 1880 sous la direction de V. V. Souslov. Les murs extérieurs ont été enduits et peints d'une couleur pourpre foncé. À l'intérieur tout était alors disparate, sans goût, garni de fresques anciennes dégradées et on en a refait de nouvelles à l'huile.

### Période soviétique
L'église a été restaurée en 1957 sous la direction de E. M. Karavaevoï 
De même dans les années 1970 sous la direction d'Ivan Pourichev. La galerie a été restaurée dans sa forme originale.
En 1988, l'église est dans un état lamentable et dans l'espoir de la sauver le Komsomol en association avec le musée de Perereslavl-Zalesski et à l'initiative de N. Levtiskaïa propose d'installer au rez-de-chaussée un vidéo-bar ou un café pour la jeunesse et au premier un club pour des rencontres internationales amicales Cette proposition n'a finalement pas été suivie. 
En 1991 l'église est revenue dans le patrimoine de l'Église orthodoxe de Russie 